# 映画おしりたんてい シリアーティ
『映画おしりたんてい シリアーティ』（えいがおしりたんてい シリアーティ）は、2022年3月18日に公開された日本のアニメーション映画。おしりたんていの劇場版初の長編。
同時上映は『映画おしりたんてい 夢のジャンボスイートポテトまつり』。

## 登場キャラクター
おしりたんてい
声 - 三瓶由布子
本シリーズの主人公。おしりのような顔と父から譲り受けたチェックのベレー帽がトレードマーク。
ブラウン
声 - 齋藤彩夏
おしりたんていの助手。少し迂闊なお調子者。甘いものが大好き。
マルチーズ署長
声 - 渡辺いっけい
ワンコロ警察署の署長。丸いものに目がない。
くびふとし刑事
声 - 杉村憲司
ワンコロ警察署の刑事。オレンジ色の体と太い首が特徴。
パーマネント刑事
声 - 池田鉄洋
ワンコロ警察署の刑事。ウェービーヘアーが特徴。ダジャレをよく言う。
みみとがり刑事
声 - 小西克幸
ワンコロ警察署の刑事。
こいまゆ刑事
声 - 中村まこと
ワンコロ警察署の刑事。太い眉毛が特徴。
オードリー
声 - 園崎未恵
国際警察ワンターポールの捜査官。
シリアーティ
声 - 福山雅治
冷酷な犯罪者。秘宝「お・パーツ」を狙っている。
オラン大佐
声 - 立木文彦
シリアーティの手下。
ポーロッシュ
声 - 森川智之
シリアーティの手下。

## スタッフ
- 原作 - トロル
- 監督 - 門由利子
- 脚本 - 千葉克彦
- プロデューサー - 谷上香子
- アニメーションプロデューサー - 横尾裕次
- キャラクターデザイン - 真庭秀明
- 作画監督 - 河野宏之
- 美術デザイン - 増田竜太郎
- 美術監督 - 東美紀
- 色彩設計 - 柳澤久美子
- 撮影監督 - 則友邦仁
- 編集 - 吉田公紀
- 主題歌 - 伊勢大貴「ププッとフムッとかいけつダンス」（作詞 - 藤本記子 / 作曲 - 小杉保夫 / 編曲 - 福山雅治）
- 録音 - 澤村裕樹
- 音響効果 - 中原隆太
- 音楽 - 高木洋
- 製作担当 - 村上昌裕
- 制作 - 東映アニメーション
- 製作 - 2022「映画おしりたんてい」製作委員会（東映アニメーション、ポプラ社、東映、NHKエンタープライズ、東映ビデオ）
- 配給 - 東映

## 映画おしりたんてい 夢のジャンボスイートポテトまつり
『映画おしりたんてい 夢のジャンボスイートポテトまつり』（えいがおしりたんてい ゆめのジャンボスイートポテトまつり）は、『映画おしりたんてい シリアーティ』と同時上映された短編アニメーション映画。上映時間は20分。

### キャスト
- おしりたんてい - 三瓶由布子
- ブラウン - 齋藤彩夏
- マルチーズ署長 - 渡辺いっけい

### スタッフ
- 原作 - トロル
- 監督 - 入好さとる
- 脚本 - 成田順
- キャラクターデザイン - 真庭秀明
- 作画監督 - 横田明美
- 編集 - 楫野允史
- 録音 - 澤村裕樹
- 音響効果 - 中原隆太
- 美術監督 - 田村せいき
- 色彩設計 - 箕輪綾美
- 音楽 - 高木洋
- 製作担当 - 市川正純
- 制作 - 東映アニメーション、ぎゃろっぷ
- 製作 - 2022「映画おしりたんてい」製作委員会（東映アニメーション、ポプラ社、東映、NHKエンタープライズ、東映ビデオ）
- 配給 - 東映